# Suman Devi
Suman Devi (* 15. Juli 1985) ist eine ehemalige indische Leichtathletin, die sich auf den Speerwurf spezialisiert hat.

## Sportliche Laufbahn
Ihren ersten internationalen Wettkampf bestritt Suman Devi 2002 bei den Juniorenasienmeisterschaften in Bangkok, bei denen sie mit einer Weite von 52,33 m die Silbermedaille gewann. 2004 gewann sie bei den Südasienspielen in Islamabad mit 50,58 m die Bronzemedaille hinter Anne Maheshi De Silva aus Sri Lanka und ihrer Landsfrau Gurmeet Kaur. Anschließend belegte sie bei den Juniorenasienmeisterschaften in Ipoh mit 48,33 m Rang sechs. Bei den Leichtathletik-Asienmeisterschaften 2005 im südkoreanischen Incheon gelangte sie mit einem Wurf auf 52,58 m auf den siebten Platz und 2010 wurde sie bei den Commonwealth Games in Neu-Delhi mit 51,19 m Neunte, wie auch bei den Asienmeisterschaften 2013 in Pune mit 48,13 m. Auch bei den Asienmeisterschaften in Wuhan gelangte sie mit 46,55 m auf Rang neun und 2016 siegte sie bei den Südasienspielen in Guwahati mit neuer Bestleistung von 59,45 m. 2017 nahm sie ein weiteres Mal an den Asienmeisterschaften in Bhubaneswar teil und erreichte dort mit einer Weite von 50,90 m Rang zehn. Anschließend bestritt sie in Guntur ihren letzten Wettkampf und beendete damit im Alter von 32 Jahren ihre Karriere als Leichtathletin.
2001 und 2005 wurde Devi indische Meisterin im Speerwurf.